# Gouvernorat du Fayoum
Pour les articles homonymes, voir Fayoum.
Le gouvernorat du Fayoum (al-Fayyum) est l'un des gouvernorats de l'Égypte, situé dans le centre du pays.

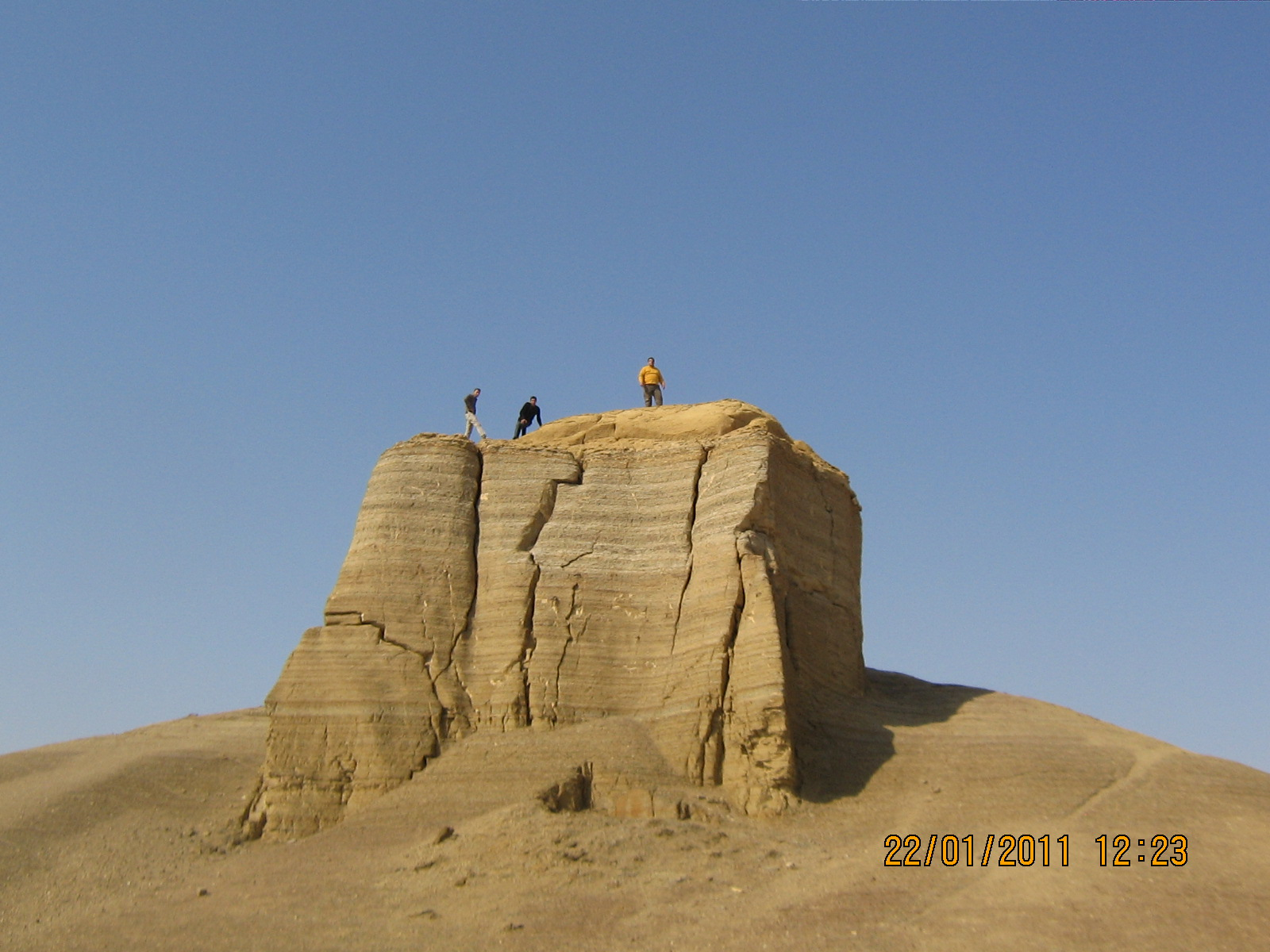
Formation rocheuse au nord du lac Moéris.

Sa capitale est la ville également appelée Médinet el-Fayoum (en arabe مَدِينَة الفيوم, Madīnat al-Fayyūm), à cent-trente kilomètres au sud-ouest du Caire. Le Fayoum proprement dit est une oasis du désert de Libye, sa frontière orientale étant environ à trente kilomètres à l'ouest du Nil. Couvrant une surface de 1 270 km2, le Fayoum est une région distincte de la vallée du Nil et d'autres oasis de désert : ses champs sont arrosés par un canal venant du Nil, Bahr Youssouf. L'eau s'écoule dans une dépression du désert à l'ouest de la vallée du Nil, le lac Fayoum, un grand lac d'eau douce dans l'antiquité, mais actuellement de dimension plus modeste et dont l'eau est salée. Grâce au Bahr Youssouf, le Fayoum est une riche région agricole.
La surface du lac est d'environ 200 km2. Différente d'une oasis typique, dont la fertilité dépend de l'eau obtenue à partir des sources, la terre cultivée dans le Fayoum est constituée de la boue du Nil charriée par le Bahr Youssouf. De ce canal de vingt-quatre kilomètres de long, de Lahun (entrée de la zone de collines) à Médina, plusieurs canaux s'embranchent de part et d'autre, irriguant ainsi l'ensemble de la province, l'eau de drainage coulant dans le Birket Qéroûn.
Le sud-ouest du Fayoum, et de la province, est la dépression de Gharak. Une autre dépression, entièrement stérile, le ouadi Rayan, couvrant 725 km2, se situe à l'ouest du Gharak. La région entière est sous le niveau de la mer, et, excepté l'espace mentionné, est encerclée par les collines libyennes. La partie la plus basse de la province, l'extrémité du nord-ouest, est occupée par le lac Birket Qéroûn dont le niveau est à quarante-trois mètres sous le niveau de la mer.

## Production agricole

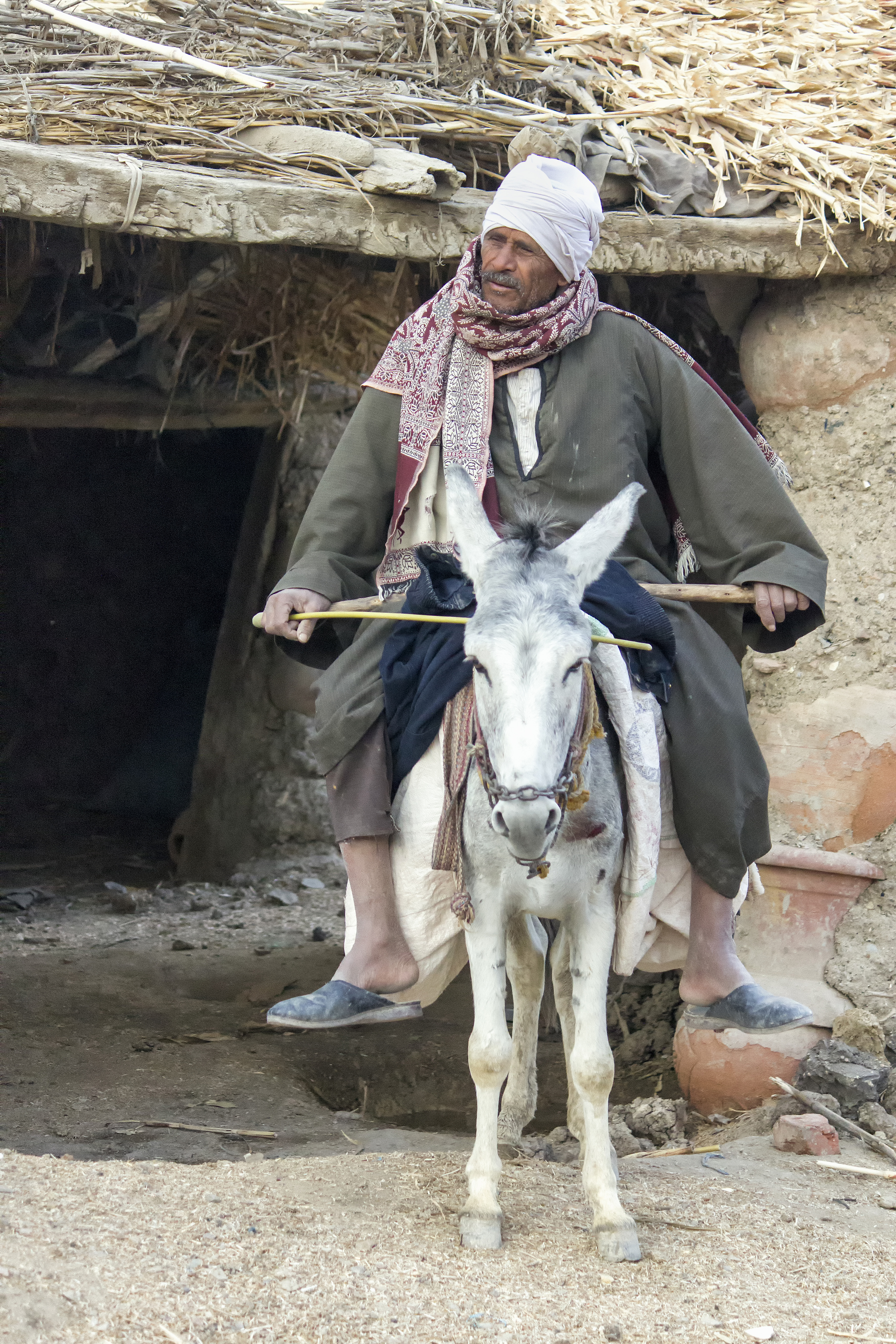
Homme à dos d'âne dans le village de Nazla.

Le Fayoum est réputé pour ses productions agricoles, en particulier les figues, le raisin et les olives.
Le lac Birket Qéroûn abonde en poissons, notamment la carpe du Nil. Médinet el-Fayoum, la capitale de la province, est un grand centre agricole, avec une population qui a augmenté de 26 000 habitants en 1882 à plus de 300 000 habitants en 2000. Au Nord des monticules sont la marque de l'emplacement de la ville d'Arsinoé, connue des Grecs comme Crocodilopolis, où dans l'antiquité les crocodiles vivant dans le lac de Moéris étaient adorés. En plus de Médinet el-Fayoum il y a plusieurs autres villes dans la province, parmi elles Senuris et Tomia au nord de Médinet el-Fayoum et Senaru et Auuksa sur la route au lac.  
Il y a également, particulièrement dans le voisinage du lac, beaucoup de ruines de villages et de villes antiques. Le Fayoum est l'emplacement du lac Moéris des Égyptiens antiques, dont le lac Birket Qéroûn est le reste.

## Histoire

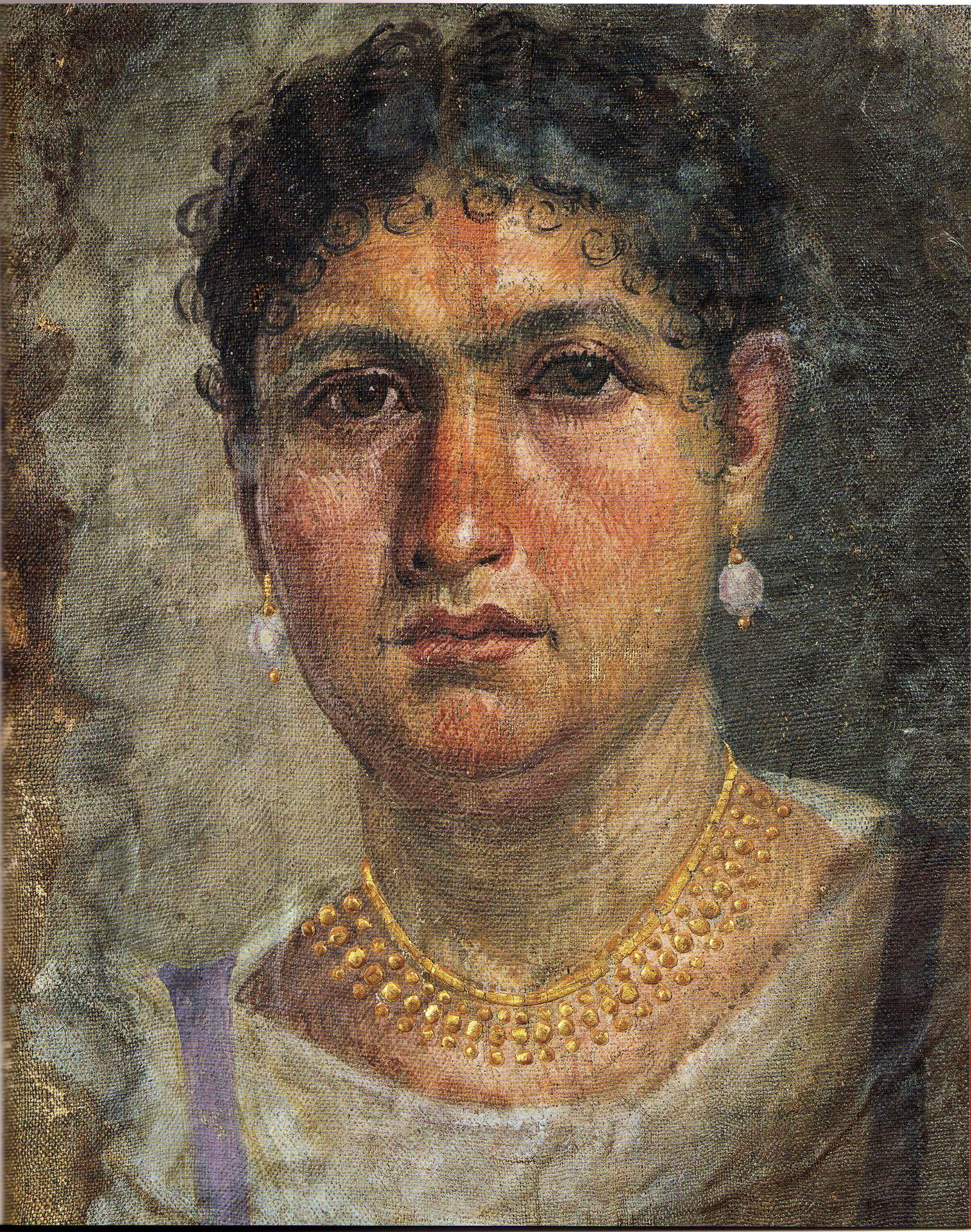
Aline, portrait funéraire du Fayoum

Cette région, à l'évidence la plus ancienne région agricole en Égypte, était un centre d'activité royale pendant le Moyen Empire et de la période ptolémaïque. Le Fayoum était un des principaux greniers à blé du monde antique.
Au cours des trois premiers siècles de l'ère chrétienne, les habitants du Fayoum et d'ailleurs en Égypte romaine non seulement embaumaient leurs morts mais plaçaient également un portrait des défunts au-dessus du visage de la momie. Préservés par l'environnement sec du désert, ces portraits du Fayoum composent le plus riche corpus de portraits qui ait survécu de l'Antiquité. Ils nous fournissent une vision d'une société remarquable composée de peuples d'origines mélangées : les Grecs, les Égyptiens, les Romains, les Syriens, les Libyens et d'autres qui se sont épanouis il y a deux-mille ans dans le Fayoum.
Vers la fin du premier millénaire, le secteur arable s'est rétréci, et les implantations humaines autour du bord du bassin ont été abandonnées. Ces emplacements incluent une partie des sites les mieux préservés de la fin de l'empire romain, notamment de Karanis, et de Byzance ainsi que des débuts de la période islamique. Au XIVe siècle, Az-Zâhir Sayf ad-Dîn Barquq fit redéfricher.
En 1980, un ancien cimetière égyptien, le Fag el-Gamous, datant de la période de domination romaine en Égypte a été découvert par une équipe d'archéologues de l'université Brigham-Young.